# Club Deportivo USS
Ciudad Deportiva USS, anteriormente conocida como la Ciudad Deportiva Iván Zamorano, es un recinto ubicado en la comuna de Las Condes, en Santiago de Chile, propiedad de la Universidad San Sebastián (USS). Fue fundada por el el exfutbolista Iván Zamorano Zamora. 
La Ciudad Deportiva Iván Zamorano —que abrió sus puertas en marzo de 2002— cuenta con la estructura necesaria para la práctica de varios deportes, como por ejemplo fútbol, baby-fútbol, natación, baloncesto, gimnasia, tenis, balonmano, voleibol, hockey césped, rugby y pádel, entre muchos otros. Su creación se basa en varios principios, resaltando entre ellos la comprensión del deporte como agente y una herramienta de transformación social, hecho que queda de manifiesto en el libro «Por una Cultura Deportiva» publicado por Iván Zamorano en noviembre de 2005 y que fue considerado por las autoridades de la época para la ejecución de algunas políticas sociales vinculadas al deporte.
Ciudad Deportiva Iván Zamorano se ubica en la intersección de las Avenidas Francisco Bilbao y Padre Hurtado Sur, comuna de Las Condes. Su entrada principal es por Padre Hurtado Sur 2650. Otros accesos son Avenida Francisco Bilbao o Avenida Padre Hurtado altura 2000 y Nueva Bilbao altura 9058-8942.
El lugar comprende un terreno cercano a las 12 hectáreas, que van desde las cercanías de playa Annackena hacia el este, avenida Padre Hurtado al oeste, Avenida Nueva Bilbao al norte y el Zanjón de San Ramón al sur.
Antes de convertirse en la Ciudad Deportiva, una parte del recinto consistía en canchas de tierra, que con el tiempo contó con la integración de césped e instalaciones como duchas y graderías. El resto estaba siendo utilizado como vertedero ilegal, pues era fácil entrar por Padre Hurtado sur a la altura del 2000 o por Avenida Nueva Bilbao. La junta de alcaldes, compuesta por las municipalidades de Las Condes, La Reina y Providencia, cedieron esos terrenos en concesión al reconocido deportista y embajador Unicef Iván Zamorano, para que fueran destinados a la práctica deportiva.
En abril de 2018 se llevó a cabo la primera versión de la Liga 1+8, un concepto de fútbol 9 que Ciudad Deportiva, con el respaldo de Iván Zamorano, pondrá a disposición de la comunidad santiaguina.

## Por una Cultura Deportiva para Chile
En noviembre de 2005, Iván Zamorano, a través de su Fundación, publica un libro llamado «Por una Cultura Deportiva para Chile», documento orientado a generar consciencia sobre el rol del deporte en la sociedad, además el texto plantea algunas propuestas deportivas para el país. Fue presentado en ese entonces al presidente de la República Ricardo Lagos Escobar, quien adoptó y llevó a cabo algunas líneas de acción presentadas.
A mediados de 2017 y a través de la editorial del periódico oficial de Ciudad Deportiva, se instauran cuatro nuevos conceptos como los pilares en los cuales se edificará la nueva Ciudad Deportiva. Estos son: educación, salud, ciencia y arte.